# 728 Leonisis
A 728 Leonisis (ideiglenes jelöléssel 1912 NU) a Naprendszer kisbolygóövében található aszteroida. Johann Palisa fedezte fel 1912. február 16-án.